# Hayward, Kalifornien
Hayward är en stad (city) i Alameda County, i delstaten Kalifornien, USA. Enligt United States Census Bureau har staden en folkmängd på 146 069 invånare (2011) och en landarea på 117 km².

## Vänorter
Hayward har följande vänorter:
- Funabashi, Japan, sedan november 2008
- Ghazni, Afghanistan, sedan 6 oktober 2006